# Popławy (województwo mazowieckie)
Popławy – wieś sołecka w Polsce położona w województwie mazowieckim, w powiecie łosickim, w gminie Stara Kornica. Sąsiaduje z Wyrzykami w powiecie łosickim. 
Wieś szlachecka, której założycielami byli Popławscy. Pierwsza wzmianka 1528 r.
Wierni Kościoła rzymskokatolickiego należą do parafii Macierzyństwa Najświętszej Maryi Panny w Łuzkach.
W latach 1975–1998 miejscowość położona była w województwie bialskopodlaskim.

## Osoby związane z Popławami
- Stefan Wyrzykowski (1916-1985) - major Armii Krajowej
- Józef Serafin Bardadin (1903-1941) - inżynier chemik, zamordowany w Palmirach 11.III.1941 r.